# Prospalta parva
Prospalta parva là một loài bướm đêm trong họ Noctuidae.